# Daniel Serra
Daniel Gardano Serra (São Paulo, 24 de março de 1984) é um piloto de automobilismo brasileiro. 
Sagrou-se campeão da Stock Car Brasil em 2017, 2018 e 2019, foi terceiro em 2016 e 2020 e quarto em 2012 e 2013, conseguindo (até outubro de 2019) dezessete vitórias. Também ficou vice-campeão do Campeonato Brasileiro de Marcas e Pilotos de 2011. Além disso, Serra obteve muito sucesso nas corridas de resistência, obtendo duas vitorias da classe nas 24 Horas de Le Mans.
Daniel Serra atualmente é piloto oficial da Ferrari em competições de GT, sendo a maioria das participações defendendo a Scuderia AF Corse
É filho do tricampeão da Stock Car, Chico Serra, pelo qual Daniel recebe o apelido Serrinha.

## Biografia
Começou no kart aos 14 anos, após receber a autorização do pai. Competiu na Fórmula Renault brasileira, ao lado de Marcos Gomes, onde levou o vice-campeonato em 2004 com três vitórias e quatro poles. No ano seguinte participou da Fórmula Renault europeia, pontuando em cinco provas de dezesseis disputadas. A falta de patrocínios o fez voltar para o Brasil em 2006.

### Carros de turismos
Na Stock Car Light, o vice campeonato abriu-lhe as portas para a Stock Car Brasil. Em sua estreia em 2007, com um Volkswagen Bora da equipe do brasiliense Amir Nasr terminou o campeonato como oitavo colocado com um terceiro lugar e um quinto. Na temporada seguinte, obteve como melhor resultado um nono lugar, ficando 27º no campeonato. 
Em 2009 integrou a equipe de Andreas Mattheis, mudando do automóvel (Peugeot 307) e sendo parceiro de Cacá Bueno. Em Jacarepaguá conquistou sua primeira vitória na Stock Car. Além, conseguiu um quarto lugar e um quinto, concluindo nono na temporada. Em 2010, Serra obteve três quartos colocações para ficar nono no campeonato de novo. Serra venceu pela segunda vez em Velopark 2011 com o Peugeot 408. Nesse ano também conseguiu duas segundas posições, para concluir quinto no campeonato.
A equipe dele mudou de marca na temporada 2012, assim que Serra dirigiu o Chevrolet Sonic. Obteve uma vitória e quatros pódios, ficando quarto na tabela geral. Em 2013 ganhou em Curitiba, Velopark e Tarumã, chegou em segundo colocado duas vezes e terceiro uma vez, finalizando quarto no campeonato. No ano seguinte, conseguiu duas vitorias e cinco pódios em 21 provas, concluindo quinto no campeonato.
Em 2015, concluiu sexto no campeonato com duas vitórias e seis pódios. Na temporada seguinte, ficou terceiro atrás do Felipe Fraga e Rubens Barrichello, obtendo uma vitória, três pódios e seis top 5.
Na temporada 2017, Serra dirigiu um Chevrolet Cruze da equipe RC Competições. Se consagrou campeão da Stock Car com 325 pontos, 4 vitórias (primeira prova do Goiânia 1, Curitiba, primeira prova de Tarumã e primeira prova do Goiânia 2), 4 poles em 11 etapas da competição. Em 2018 venceu na Corrida de Duplas do Interlagos, tendo como piloto convidado João Paulo de Oliveira. Também ganhou na segunda prova de Velopark, além disso de seis segundos lugares e três pódios, conquistando o seu segundo título na competição.
Enquanto disputava regularmente o Stock Car Brasil, Serra fez aparições nos campeonatos argentinos de turismos como piloto convidado. 
Em 2009 participou da Copa Endurance Series do TC 2000 com um Ford Focus oficial junto com Gabriel Ponce de León. Ganhou em Potrero de los Funes, finalizando como quarto colocado nessa mini competição. Em 2010 disputou só 200 km de Buenos Aires com Ford junto a Ponce de León.
Voltou competir na Argentina em 2014, competindo no Grande Premio de Buenos Aires do Super TC2000, acompanhando ao piloto titular Mariano Werner. A dupla chegou na oitava posição num Fiat Linea oficial. Em 2015 participou do Grande Premio de Toay, num Fiat de novo, junto com Facundo Chapur, e em 2016, do Grande Premio de Buenos Aires, acompanhando Norberto Fontana num Chevrolet Cruze oficial; ambas corridas não pode finalizar.
Além disso, em 2011 Serra concluiu vice-campeão no Campeonato Brasileiro de Marcas com um Honda Civic da equipe dele. Obteve duas vitórias, três segundos lugares e dois terceiros, ficando atrás do Thiago Camilo na temporada.

### Gran Turismos
Em 2007, Serra participou nas Mil Milhas Brasil para a equipe JMB com uma Ferrari F430 junto o seu pai e Francisco Longo, concluindo sexto na classe GT2 a oito voltas do vencedor. Também esteve em duas corridas do Open Internacional de GT 2007 com JMB, e duas em 2008 com Osona.
O paulista fez sua estreia no GT Brasil em 2008, onde não obteve pódio nenhum. Mas, em 2009 conseguiu uma vitória e seis pódios com Ferrari, ficando decimo primeiro no campeonato. O Serra obteve duas vitória e seis pódios dirigindo uma Lamborghini Gallardo junto Chico Longo, ficando quinto na tabela geral do GT Brasil. Nesse mesmo ano, ele e Longo disputaram a corrida de Interlagos do Campeonato Mundial de GT1 com uma Maserati MC12, no entanto não puderam pontuar.
Em 2011 obteve duas terceiras posições no GT Brasil, ficando oitavo no campeonato. Após de não participar em 2012, o piloto participou do renomeado Campeonato Sudamericano de GT 2013 com uma Ferrari 458 Italia, tendo como companheiro a Longo. Apesar de não disputar o campeonato todo, ganhou em três corridas de seis, concluindo em quinto na temporada.
Depois, Serra participou das 24 Horas de Daytona de 2013, 2014 e 2015 e da Petit Le Mans com uma Ferrari da Scuderia Corsa
Em 2016 Serra obteve uma segunda posição em seis provas da classe GT Le Mans da IMSA SportsCar Championship, dirigindo uma Ferrari 488 da Risi Competizione.
No 2017 participou das primeiras seis provas do Campeonato Mundial de Endurance, pela equipe oficial de Aston Martin. Conquistou um feito histórico para o Brasil sendo o primeiro piloto brasileiro a conseguir uma vitória na classe profissional de carros de turismo (GT1 atual LMGTE Pro) das 24 Horas de Le Mans. E também o segundo piloto a ter uma vitória em uma das classes das 24 horas de Le Mans (brasileiro Jaime Melo venceu duas vezes na classe de carros de turismo mas na categoria amadora (GT2 atual LM GTE Am) em 2008 e 2009 pela equipe privada Risi Competizione.
Em 2018, disputou as corridas mais longas da IMSA SportsCar Championship, competindo com uma Ferrari 488 da classe GT Daytona, obtendo a vitória de classe em Petit Le Mans. Além disso, participou da quatro etapas do International GT Open, obtendo vitória em duas delas, com uma Ferrari 488. Também participou das 24 Horas de Spa como piloto convidado de Audi.
No ano seguinte, participou das 24 Horas de Daytona com uma Ferrari 488 da classe GT Daytona e da Petit Le Mans com uma 488 da classe GT Le Mans obtendo a vitória de classe na última prova, dirigindo pela equipe Risi. Além disso, participou do Blancpain GT World Challenge America em quatro provas, substituindo Miguel Molina; Serra obteve três vitorias e um segundo lugar, ajudando à obtenção do titulo do companheiro Toni Vilander
Na temporada 2018-2019 do Campeonato Mundial de Endurance, Serra foi convidado para disputar as 24 Horas de Le Mans de 2018 e 2019, e as 1000 Milhas de Sebring, acompanhando Alessandro Pier Guidi e James Calado na equipe semioficial da Ferrari, AF Corse. Obteve dois quartos lugares e uma vitória da classe GTE-Pro em Le Mans 2019. Em Dezembro de 2019 foi anunciado que Daniel Serra foi promovido a piloto oficial da Ferrari nas competições GT. 
Na temporada 2019-2020 do Campeonato Mundial de Endurance, Daniel Serra participou das duas últimas etapas da temporada, obtendo um 2º lugar na classe GTE-Pro nas 24 horas de LeMans e um 6º lugar nas 8 horas do Bahrein.
Em Janeiro de 2021 a equipe AF Corse anunciou que Serra disputará a temporada completa do Campeonato Mundial de Endurance como piloto de fábrica na classe GTE-Pro, ao lado do espanhol Miguel Molina.

## Carreira[5]
- 2003. Fórmula Renault (Brasil)
- 2004. Fórmula Renault (Brasil), vice-campeão
- 2005. Fórmula Renault 2.0 Eurocup
- 2006. StockCar Light, vice-campeão
- 2007. Stock Car Copa Nextel. International GT Open GTA. Le Mans Series-LMGT2
- 2008. Stock Car Copa Nextel
- 2009. Stock Car Copa Nextel
- 2017.24 Horas de LeMans
- 2017. Stock Car Brasil
- 2018. Stock Car Brasil
- 2019. 24 Horas de LeMans
- 2019. Stock Car Brasil

## Resultados na Stock Car Brasil
(Legenda)
Corrida em negrito significa pole position; corrida em itálico significa volta mais rápida)
| Ano  | Equipe               | Carro           | 1      | 2       | 3       | 4      | 5       | 6       | 7       | 8       | 9       | 10     | 11     | 12      | 13     | 14      | 15      | 16     | 17      | 18      | 19      | 20    | 21      | 22    | Clas. | Pts. |
| ---- | -------------------- | --------------- | ------ | ------- | ------- | ------ | ------- | ------- | ------- | ------- | ------- | ------ | ------ | ------- | ------ | ------- | ------- | ------ | ------- | ------- | ------- | ----- | ------- | ----- | ----- | ---- |
| 2010 | Red Bull-WA Mattheis | Peugeot 307     | SAO 4  | CTB 12  | NSR 13  | RIO 6  | RBP 4   | SAL 9   | SÃO 7   | CGD DSQ | LON Ret | SCZ 23 | BSB 4  | CTB 13  |        |         |         |        |         |         |         |       |         |       | 9º    | 224  |
| 2011 | Red Bull Racing      | Peugeot 307     | CTB 15 | SÃO 2   | RBP Ret | NSR 19 | CGD 15  | RIO 11  | SÃO 2   | SAL 15  | SCZ Ret | LON 8  | BSB 22 | NZR 1   |        |         |         |        |         |         |         |       |         |       | 5º    | 240  |
| 2012 | Red Bull Racing      | Chevrolet Sonic | SÃO 6  | CTB 6   | NSR 4   | RBP 1  | LON 3   | RIO 13  | SAL Ret | CVL 17  | TAR 3   | CTB 3  | BSB 7  | SAO 12  |        |         |         |        |         |         |         |       |         |       | 4º    | 169  |
| 2013 | Red Bull Racing      | Chevrolet Sonic | SÃO 4  | CTB 1   | TAR 1   | SAL 12 | BSB 2   | CVL 5   | RBP 25  | CVL 2   | NSR 1   | CTB 3  | BSB 12 | SAO Ret |        |         |         |        |         |         |         |       |         |       | 4º    | 181  |
| 2014 | Red Bull Racing      | Chevrolet Sonic | SAO 5  | SCZ 19  | SCZ 2   | BSB 16 | BSB 5   | GYN Ret | GYN NL  | GYN 25  | CVL Ret | CVL 12 | CTB 1  | CTB 6   | NSR 3  | NSR 7   | SCZ 2   | SCZ 8  | TAR 17  | TAR Ret | SAL 12  | SAL 9 | CTB 1   |       | 5º    | 182  |
| 2015 | Red Bull Racing      | Chevrolet Sonic | GOI 12 | RBP Ret | RBP NL  | NSR 1  | NSR 4   | CTB 1   | CTB Ret | SCZ 10  | SCZ 2   | CTB 3  | CTB 4  | GYN 2   | CVL 25 | CVL NL  | CGD 7   | CGD 6  | CTB Ret | CTB Ret | TAR 8   | TAR 3 | SAO Ret |       | 6º    | 181  |
| 2016 | Red Bull Racing      | Chevrolet Cruze | CTB 4  | NSR 12  | NSR 6   | GYN 19 | GYN Ret | SCZ 3   | SCZ 12  | TAR 4   | TAR 13  | CVL 10 | CVL 21 | SÃO 8   | LON 20 | LON Ret | CTB 4   | CTB 13 | GYN 7   | GYN 15  | CUR Ret | CUR 3 | SÃO 1   |       | 3º    | 229  |
| 2017 | Eurofarma RC         | Chevrolet Cruze | GYN 1  | GYN 6   | NSR 4   | NSR 7  | SCZ 6   | SCZ 17  | CVL 2   | CVL 15  | CTB 1   | CUR 2  | CUR 6  | NSR 8   | NSR 2  | LON 2   | LON Ret | BUE 3  | BUE 21  | TAR 1   | TAR 22  | GYN 1 | GYN 9   | SAO 3 | 1º    | 371  |

## Resultados nas 24 Horas de Le Mans
| Ano  | Equipe              | Pilotos                                         | Carro                    | Classe  | Voltas | Pos. | Class Pos. |
| ---- | ------------------- | ----------------------------------------------- | ------------------------ | ------- | ------ | ---- | ---------- |
| 2017 | Aston Martin Racing | Darren Turner Jonathan Adam Daniel Serra        | Aston Martin Vantage GTE | GTE Pro | 340    | 17°  | 1º         |
| 2018 | AF Corse            | James Calado Alessandro Pier Guidi Daniel Serra | Ferrari 488 GTE Evo      | GTE Pro | 339    | 22°  | 7°         |
| 2019 | AF Corse            | James Calado Alessandro Pier Guidi Daniel Serra | Ferrari 488 GTE Evo      | GTE Pro | 342    | 20°  | 1º         |
| 2020 | AF Corse            | James Calado Alessandro Pier Guidi Daniel Serra | Ferrari 488 GTE Evo      | GTE Pro | 346    | 21°  | 2º         |
| 2021 | AF Corse            | Sam Bird Miguel Molina Daniel Serra             | Ferrari 488 GTE Evo      | GTE Pro | 331    | 37°  | 5°         |
| 2022 | AF Corse            | James Calado Alessandro Pier Guidi Daniel Serra | Ferrari 488 GTE Evo      | GTE Pro | 350    | 29°  | 2°         |
| 2023 | Kessel Racing       | Scott Huffaker Takeshi Kimura Daniel Serra      | Ferrari 488 GTE Evo      | GTE Am  | 254    | Ret  | Ret        |
| 2024 | GR Racing           | Riccardo Pera Michael Wainwright Daniel Serra   | Ferrari 296 GT3          | LMGT3   | 278    | 39°  | 12°        |